# Kalhora

Mapa de localización de Sind en Pakistán.

La dinastía Kalhora (o de los kalhores) fue un linaje que gobernó el Sind (Pakistán) de 1701 al 1783.

## Historia
Los kalhores decían ser descendentes de Muhammat de Kambhata (1204) y todavía más lejanamente, de Abbas, tío de Mahoma. En 1558 un miembro de la familia, Adam Shah, se había hecho famoso por su santidad y había fundado una secta mendicante en Chanduka que fue exterminada por el gobernador de Multan; los descendentes vivieron una vida incómoda y de luchas contra los oficiales mogoles hasta que en 1658 Nasir Muhammad Kalhora triunfó sobre las tropas imperiales y empezó a organizar un gobierno regular, de momento local. Con el tiempo pudieron lograr el poder a todo Sind. 
El primero gobernando Kalhora de todo el Sind fue Yar Muhammad. Mirza Bakhtawar Khan, hijo de Mirza Panni, gobernaba a Siwi y un notable territorio al oeste del Indo cerca de Shikarpur; Yar Muhammad se asoció a Mana Likki y Iltas Khan Brahui, y a la tribu balutxi de los talpurs, y comenzó ataques contra la región del lago Manchhar ocupando Shikarpur en 1701 y fueron reconocidos por Aurangzeb que le concedió los territorios entre el Indo y Nara. Se apoderó de Samtani, expulsando a la tribu de los panhwars dirigida por Kaisar Khan y entonces envió a su hermano Mir Muhammad en dirección opuesta para ampliar las conquistas; los objetivos fueron conseguidos con eficiencia y rapidez. Iltas Khan Brahui salió de la alianza porque según dijo a Yar, este no lo necesitaba, puesto que el cielo estaba de su lado. Poco después Yar conquistó Kandiaro y Larkhana y otras plazas menores. Larkhana estaba gobernada por Mahk Ala Bakhsh, hermano de Bakhtawar. El mirza, después de las derrotas llamó en ayuda al shahzada de Multan, Muiz al-Din (después Jahandar Shah emperador de 1712 al 1713), que fue al Sind inmediatamente; pero Bakhtawar que no quería a las tropas imperiales en el Sind, pidió al príncipe parar la marcha; como el shahzada se negó, se enfrentó militarmente, muriendo en combate. Muiz al-Din entró en Bukkur. Pero el shahzada progresivamente se acercó a los puntos de vista de Yar Muhammad y aunque el primero nombró un gobernador de Siwi finalmente la entregó a un wakil de Yar Muhammad, el cual recibió el título imperial de Khuda Yar Khan. Murió en 1719 y su hilo Nur Muhammad lo sucedió; arrebató el territorio de Shikarpur a los daudputres y ocupó Sehwan y sus dependencias y dominó desde la frontera de Multan hasta Thatta y del desierto de Thar a las montañas del Beluchistán. No hizo ningún reconocimiento de la soberanía imperial. No obstante el fuerte de Bukkur no lo pudo ocupar hasta 1736.
En febrero de 1739 Nadir Shah, cuando volvía de Delhi, derrotó a Nur Muhammad e hizo capitular a Shirkharpur y Sibi; el soberano kalhora tuvo que ceder todo el Sind al oeste del Indo (incluyendo Shikharpur y Thatta) y pagar un fuerte tributo (1740). Nur Muhammad no estaba evidentemente de acuerdo y ofreció una cierta resistencia; probablemente en 1741 convenció a Sadik Ali, gobernador de Thatta, de entregarle la provincia a cambio de tres lakhs, sin dejar de pagar el tributo a Nadir que no obstante se alarmó por esta actividad de su vasallo y envió una expedición desde Kabul (sobre 1743); cuando Nadir se acercó Nur Muhammad huyó a Umarkot pero finalmente se rindió y entregó la provincia recuperada; Shikharpur y Sibi fueron entregadas a los daudputres y un tributo de 20 lakhs fue impuesto al rey kalhora. 

## Lista de soberanos
- Yar Mohammed Khan 1701-1719
- Nur Mohammed 1719-1752 (+1754)
- Al Afghanistan 1752-1755
- Mohammed Murad Yar Khan 1755-1757
- Gulam Shah 1757-1772
- Sarfaraz 1772-1776
- Mahmud (10 meses) 1776-1777
- Ghulam Nabi 1777-1778
- Abd al-Nabi 1778- 1781
- Sadiq Ali 1781-1782
- Abd al-Nabi (segunda vez) 1782-1783